# A.S.D. Union ArzignanoChiampo
Associazione Sportiva Dilettantistica Union ArzignanoChiampo là một câu lạc bộ bóng đá Ý có trụ sở tại Arzignano.

## Lịch sử
Câu lạc bộ được thành lập vào năm 2011 sau khi sáp nhập giữa USD Chiampo thành lập năm 1963 và USDGM Arzignano. Câu lạc bộ cuối cùng này được thành lập vào năm 2005 với sự hợp nhất giữa AC Arzignano và USD Garcia Moreno.
Đội được thăng hạng Serie D sau chiến thắng với Catania San Pio X trong trận play-off giữa hai trận bán kết Coppa Italia Dilettanti.

## Màu sắc và huy hiệu
Màu sắc của đội là vàng và xanh dương nhạt.